# ATP Nizza 1995
L'ATP Nizza 1995 è stato un torneo di tennis giocato sulla terra rossa. È stata la 24ª edizione dell'ATP Nizza che fa parte della categoria World Series nell'ambito dell'ATP Tour 1995. Si è giocato a Nizza in Francia dal 17 al 23 aprile 1995.

## Campioni

### Singolare
Marc Rosset ha battuto in finale  Evgenij Kafel'nikov con il punteggio di 6–4, 6–0

### Doppio
Cyril Suk /  Daniel Vacek hanno battuto in finale  Luke Jensen /  David Wheaton 3–6, 7–6, 7–6.